# John Shaw (skådespelare)
John C. Shaw, född 5 augusti 1970 i Calgary, Kanada, är en kanadensisk skådespelare. Shaw är känd som skådespelare i filmer och TV-serier såsom Unga kvinnor, Happy Gilmore, Stargate SG-1, Watchmen, Smallville och Supernatural.

## Filmografi (i urval)
- Unga kvinnor (1994)
- Happy Gilmore (1996)
- The Perfect Score (2004)
- Hollow Man 2 (2006)
- Watchmen (2009)
- The Company You Keep (2012)
- If I Stay (2014)